# سگوزینو
سگوزینو (به ایتالیایی: Segusino) یک کومونه در ایتالیا است که در استان ترویزو واقع شده‌است. سگوزینو ۱۸٫۱ کیلومتر مربع مساحت و ۲٬۰۶۲ نفر جمعیت دارد و ۲۳۰ متر بالاتر از سطح دریا واقع شده‌است.

## خواهرخوانده
شهرهای Chipilo و Saint-Jory خواهرخوانده‌های سگوزینو هستند.